# Искусство выносливости
Искусство выносливости (англ. Endurance Art) — вид перформанса, требующий от исполнителя преодоления трудностей: боли, одиночества, усталости. Для перформансов, проходящих в течение долгого времени, также употребляются термины длительное искусство (durational art) и длительный перфоманс (durational performance).
Писатель Майкл Фэллон прослеживает истоки направления до работы Криса Бердена в Калифорнии в 1970-х годах. Борден провел пять дней в ящике в рамках перформанса Five-Day Locker Piece (1971), получил пулю в руку в рамках перформанса Shoot (1971) и прожил 22 дня не вставая с постели, установленной в художественной галерее, в перформансе Bed Piece (1972).
К другим примерам искусства выносливости относятся One Year Performance 1980—1981 (Time Clock Piece) Течина Се, во время которого китайский художник в течение 12 месяцев каждый день ставил отметку в картах учёта рабочего времени, и Art/Life One Year Performance 1983—1984 (Rope Piece), во время которого Се и Линда Монтано провели год привязанными друг к другу веревкой длиной 2,5 м.
Считается, что современную практику искусства выносливости начала Марина Абрамович в 1974 году перформансом Rhythm 0, в котором художница сидела обнажённой, позволяя зрителям делать с её телом всё, что угодно. Позднее с подобным перформансом выступил актёр Шайа Лабаф, назвав его #IAMSORRY (2013). Актёр сидел за столом с бумажным пакетом на голове и также позволял зрителям делать с ним всё, что угодно. Позднее Лабаф выполнил ещё один перформанс — #ALLMYMOVIES (2015), во время которого в течение трёх дней просмотрел все фильмы со своим участием в обратном порядке.
Во время перформанса The House with the Ocean View (2003) Марина Абрамович, не произнося ни слова, провела 12 дней без еды на сцене, полностью открытой для зрителей. Для её работ требовалась такая физическая выносливость, что в 2012 году она организовала так называемый «учебный лагерь» в Хадсоне, штат Нью-Йорк, где готовила участников перформансов, для которых требовалось несколько человек.
Искусствовед Карен Гонсалес Райт считает, что искусство выносливости — это выживание через самодисциплину, а люди, участвующие в перформансе, таким образом бросают вызов смерти. Также, по её мнению, искусство выносливости является предельной, наиболее радикальной формой перформанса.